# Johann Christian Lobe
Johann Christian Lobe (Weimar, 30 de maig de 1797 – Leipzig, 27 de juliol de 1881) fou un compositor i musicògraf alemany.
Va rebre les primeres lliçons del seu pare, i després la gran duquessa de Weimar, Maria de Rússia la qual el confià a la cura de Müller i Riemann. Algun temps després entrà en la capella de la cort com a violinista, i emprengué l'estudi de la composició i de la literatura alemanya sense mestre. El 1819 va fer a peu, un viatge a Viena, i, l'any següent, anà a Berlín on es feu aplaudir com a concertista.
En retornar a Weimar escriví la seva primera òpera:
- Witikine, a la que li seguiren;
- Die Flibustier;
- Die Fürstin von Granada;
- Der rote Domino;
- Köng und Pächter, i gran nombre de composicions orquestrals, totes d'escàs valor.

En canvi, les seves obres teòriques són molt més conegudes i apreciades, i d'elles mereixen especial menció: 
- Kompositions lehre oder umfassende Lehre von der themastichen arbeit, (1844);
- Lehrbuch der musikalischen Komposition, (1850-67), obra que fou traduïda al francès i al rus;
- Katechismus der Musik, (1851; 28ª ed. fins al 1904, traducció angles per O. Coon;
- Musikalische Briefe eines Wohlbekaunten, (1852);
- Fliegende Bläter für Musik, (1853-57);
- Aus dem Leben eines Musikers, (1859);
- Vereinfachte Harmonielehre (1861);
- Katechismus der kompositionslehre (1869);
- Konsonanzen und Disonanzen, (1869).

De 1846 a 1848 redactà l'Allgemeine musikalische Zeitung, de Leipzig.